# Valse-Impromptu (Liszt)
Valse-Impromptu ist ein etwa 5-minütiges Klavierwerk von Franz Liszt, das 1852 veröffentlicht wurde, aber auf älteren Klavierstücken beruht:

## Versionen vor 1852
Die erste Version nannte sich Petite Valse Favorite, S. 212, wurde 1842 komponiert und im darauffolgenden Jahr durch die Verlage Schuberth, Latte, Odeon und Ricordi veröffentlicht. Eine etwas überarbeitete Version von 1843 des Petite Valse Favorite erschien erst posthum 1928 bei Breitkopf & Härtel als Albumblatt, S. 212a. Beide Versionen sind – neben weiteren Werken – der Pianistin Maria Kalergis gewidmet. Aufgrund noch fehlender Teile und Wiederholungen dauern sie nur etwa halb so lange.

## Alternativversionen des Valse impromptu
Geringfügige Fortspinnungen einiger veloce-Stellen schrieb der Liszt-Schüler Alfred Reisenauer ca. 1880 nieder, diese als S.213a katalogisierte Version blieb aber unveröffentlicht. Veröffentlicht wurde dagegen eine erleichterte Version, S.213bis (Edition Peters 2555a). 
Alle vier fast nie gespielten Abwandlungen sind in der Gesamtaufnahme von Leslie Howard – neben dem bekannten Hauptwerk – enthalten.
Das elegante Stück gehört heute nicht mehr zu den am häufigsten gespielten Stücken von Liszt, war aber einst im Repertoire bekannter Pianisten wie Frederic Lamond, Wassili Sapelnikow, Józef Hofmann, Artur Rubinstein, Alexander Brailowsky, Jorge Bolet und György Cziffra (alle in Tonaufnahmen überliefert).